# Ophion nikkonis
Ophion nikkonis là một loài tò vò trong họ Ichneumonidae.